# Manuel Ortega Ocaña
Manuel Ortega Ocaña (* 7. Juli 1981 in Jaén) ist ein spanischer Radrennfahrer.
Manuel Ortega gewann 2004 eine Etappe bei der Vuelta a Cartagena und konnte so auch die Gesamtwertung für sich entscheiden. Im nächsten Jahr war er jeweils bei einem Teilstück der Vuelta a Palencia und bei der Vuelta a Tenerife erfolgreich. Seit 2006 fährt Ortega für das spanische Professional Continental Team Andalucía-Cajasur. In der Saison 2007 nahm er an der Vuelta a España teil, wo er den 102. Platz in der Gesamtwertung belegte. Im nächsten Jahr wurde er 83. der Gesamtwertung. 2009 gewann Ortega die erste Etappe beim Grande Prémio Paredes Rota dos Móveis.

## Erfolge
2009
- eine Etappe Grande Prémio Paredes Rota dos Móveis

## Teams
- 2006 Andalucía-Paul Versan
- 2007 Andalucía-Cajasur
- 2008 Andalucía-Cajasur
- 2009 Andalucía-Cajasur
- 2010 Andalucía-Cajasur
- 2011 Andalucía Caja Granada